# Klaus-Dieter Jäger
Klaus-Dieter Jäger (* 23. Januar 1936 in Radebeul; † 31. März 2019) war ein deutscher Geologe und Prähistoriker. Er war von 1991 bis 2001 Direktor des Instituts für Prähistorische Archäologie an der Martin-Luther-Universität Halle-Wittenberg.

## Leben
Klaus-Dieter Jäger legte 1954 das Abitur ab und begann anschließend ein Studium der Biologie und Botanik an der Friedrich-Schiller-Universität Jena. 1958 absolvierte er einen Studienaufenthalt an der Julius-Maximilians-Universität Würzburg. Im gleichen Jahr erlangte er das Diplom. Anschließend nahm er bis 1960 an einer Absolventenförderung des Instituts für Ur- und Frühgeschichte der Deutschen Akademie der Wissenschaften zu Berlin (DAW) teil. 1960 absolvierte er einen Studienaufenthalt in der Tschechoslowakei und arbeitete anschließend bis 1966 als wissenschaftlicher Assistent am Institut für Ur- und Frühgeschichte der DAW. 1966 promovierte er an der mathematisch-naturwissenschaftlichen Fakultät der Universität Jena bei Heinz Kliewe, Otto Schwarz und Gotthard Neumann zum Thema Holozäne Binnenwasserkalke und ihre Aussage für die nacheiszeitliche Klima- und Landschaftsentwicklung im südlichen Mitteleuropa. Grundlagen und Grundzüge einer vergleichenden Stratigraphie unter besonderer Berücksichtigung Thüringens. 
Danach arbeitete Jäger bis 1968 als wissenschaftlicher Mitarbeiter am Institut für Geologie an der Humboldt-Universität Berlin. Zwischen 1968 und 1971 war er Fachgebietsleiter für Ingenieurgeologie der Bezirksstelle für Geologie in Frankfurt (Oder). Von 1972 bis 1981 war er wissenschaftlicher Mitarbeiter in der Arbeitsgruppe Naturhaushalt und Gebietscharakter an der Sächsischen Akademie der Wissenschaften in Leipzig sowie Lehrbeauftragter für Bodenkunde und Quartärgeologie am Wissenschaftsbereich Ur- und Frühgeschichte der Humboldt-Universität Berlin. 1982 erfolgte die Promotion B zum Thema Stratigraphische Zeugnisse für den Wandel von Klima und Landschaft im Jungquartär des östlichen Mitteleuropa (unter besonderer Berücksichtigung von Nebenwirkungen der Landnutzung im Holozän). 1983 wurde Jäger Hochschuldozent am Wissenschaftsbereich Ur- und Frühgeschichte der Martin-Luther-Universität Halle-Wittenberg. Nach der Emeritierung von Joachim Preuß übernahm er 1991 zunächst kommissarisch die Leitung des nunmehrigen Instituts für Vor- und Frühgeschichte an der Martin-Luther-Universität. 1992 übernahm er als Professor für Geoarchäologie und prähistorische Ökologie (C3) regulär die Leitung des Instituts. 2001 erfolgte die Emeritierung. Sein Nachfolger als Institutsdirektor wurde François Bertemes, der bereits seit 1999 eine Professur für Prähistorische Archäologie (C4) am gleichen Institut innehatte.
Jäger war seit 2004 Mitglied der Leibniz-Sozietät der Wissenschaften zu Berlin. 2014 wurde ihm von der Deutschen Quartärvereinigung die Albrecht-Penck-Medaille verliehen. 
Klaus-Dieter Jäger, der seinen Lebensmittelpunkt in Berlin hatte, starb am 31. März 2019 im Alter von 83 Jahren.

## Schriften
Autor
- Holozäne Binnenwasserkalke und ihre Aussage für die nacheiszeitliche Klima- und Landschaftsentwicklung im südlichen Mitteleuropa. Grundlagen u. Grundzüge e. vergl. Stratigraphie unter bes. Berücks. Thüringens (1966)
- Stratigraphische Zeugnisse für den Wandel von Klima und Landschaft im Jungquartär des östlichen Mitteleuropa (unter besonderer Berücksichtigung von Nebenwirkungen der Landnutzung im Holozän) (1982)
- Mit Heinz Kliewe, Rajmund Galon, Wladislaw Niewiarowski: Das Jungquartär und seine Nutzung im Binnentiefland der DDR und der VR Polen (1983)

Herausgeber
- Neue Forschungen zur Siedlungsarchäologie in Ostdeutschland (2000)